# Chenkú
Chenkú fue una hacienda ubicada en la localidad de Mérida, municipio de Mérida, en Yucatán, México. Se encuentra norte de la ciudad de Mérida, capital del estado de Yucatán, actualmente conurbada con la misma.

## Toponimia
El nombre (Chenkú) (según la ortografía de 1984, Ch'e'enk'uj) significa en idioma maya pozo sagrado pues proviene de ch'e'en que significa pozo y k'uj que significa dios.

## Las haciendas en Yucatán
Las haciendas en Yucatán fueron organizaciones agrarias que surgieron a finales del siglo XVII y en el curso del siglo XVIII a diferencia de lo que ocurrió en el resto de México y en casi toda la América hispana, en que estas fincas se establecieron casi inmediatamente después de la conquista y durante el siglo XVII. En Yucatán, por razones geográficas, ecológicas y económicas, particularmente la calidad del suelo y la falta de agua para regar, tuvieron una aparición tardía.
Una de las regiones de Yucatán en donde se establecieron primero haciendas maiceras y después henequeneras, fue la colindante y cercana con Mérida. A lo largo de los caminos principales como en el "camino real" entre Campeche y Mérida, también se ubicaron estas unidades productivas. Fue el caso de los latifundios de Yaxcopoil, Xtepén, Uayalceh, Temozón, Itzincab y San Antonio Sodzil.
Ya en el siglo XIX, durante y después la llamada Guerra de Castas, se establecieron las haciendas henequeneras en una escala más amplia en todo Yucatán, particularmente en la región centro norte, cuyas tierras tienen vocación para el cultivo del henequén.
En el caso de Chenkú, al igual que la mayoría de las otras haciendas, dejaron de serlo, con peones para el cultivo de henequén, para convertirse en un ejido, es decir, en una unidad colectiva autónoma, con derecho comunitario de propiedad de la tierra, a partir del año 1937, después de los decretos que establecieron la reforma agraria en Yucatán, promulgados por el presidente Lázaro Cárdenas del Río. El casco de la hacienda permaneció como propiedad privada.

## Datos históricos
- En 1710 cuando es descrita como un lugar de ganados y colmenas al sur del poblado de Chuburná.
- En 1788 pasó a ser propiedad del capitán José Ignacio Rivas Chacón.
- En 1903 es vendida una quinta parte de la propiedad a Alberto Ancona Cámara por el señor Ildefonso Gutiérrez. Candelaria Escalante de Duarte y su hijo Ignacio Duarte Escalante compran a Fernando García Fajardo, Agustín Vales Castillo, Alberto Ancona Cámara, Ildefonso Gutiérrez y Nicanor Ancona Cámara la totalidad de la hacienda.
- En 1908 es adquirida por el Banco Peninsular Mexicano S.A en remate público.
- En 1913 es propiedad de Vicenta Castilla de Molina.
- En 1923 Vicenta Castilla la transfiere a sus hijos.
- En 1924 sus hijos Ignacio y Rosario Molina Castilla se repartieron la propiedad en partes iguales.
- En 1925 se queda en poder de Rosario Molina Castilla.
- En 1933, 1939 y 1949 se le toma parte de su extensión en favor de los ejidos de Chuburná.
- En 1949 es propiedad de Luis G. Molina Castilla.
- En 1961 es comprada por la señora Alicia Vega de Molina.
- En 1964 es vendida a Gelitzi Carrillo Palma y su hija Elda E. Molina Carrillo.
- En 1965 es propiedad de José María Palomeque Cosgaya, Humberto Rodríguez Perera y José Guy Puerto y Puerto
- Actualmente pertenece a José María Palomeque Cosgaya y Humberto Rodríguez Perera.

## Restauración
El viejo casco de la hacienda ha sido restaurado. Todavía están en pie la casa principal, el estanque, la casa de máquinas, la chimenea y 2 anexos.

## Importancia histórica
Fue residencia durante un tiempo del arqueólogo Sylvanus G. Morley.

## Demografía
Según el censo de 1970 realizado por el INEGI, la población de la localidad era de 68 habitantes. Actualmente la población está conurbada con Mérida.
| 351                         | 233 | 117 | 126 | 57 | 45 | 52 | 68 |
| (Fuente: INEGI [Consultar]) |     |     |     |    |    |    |    |

## Galería

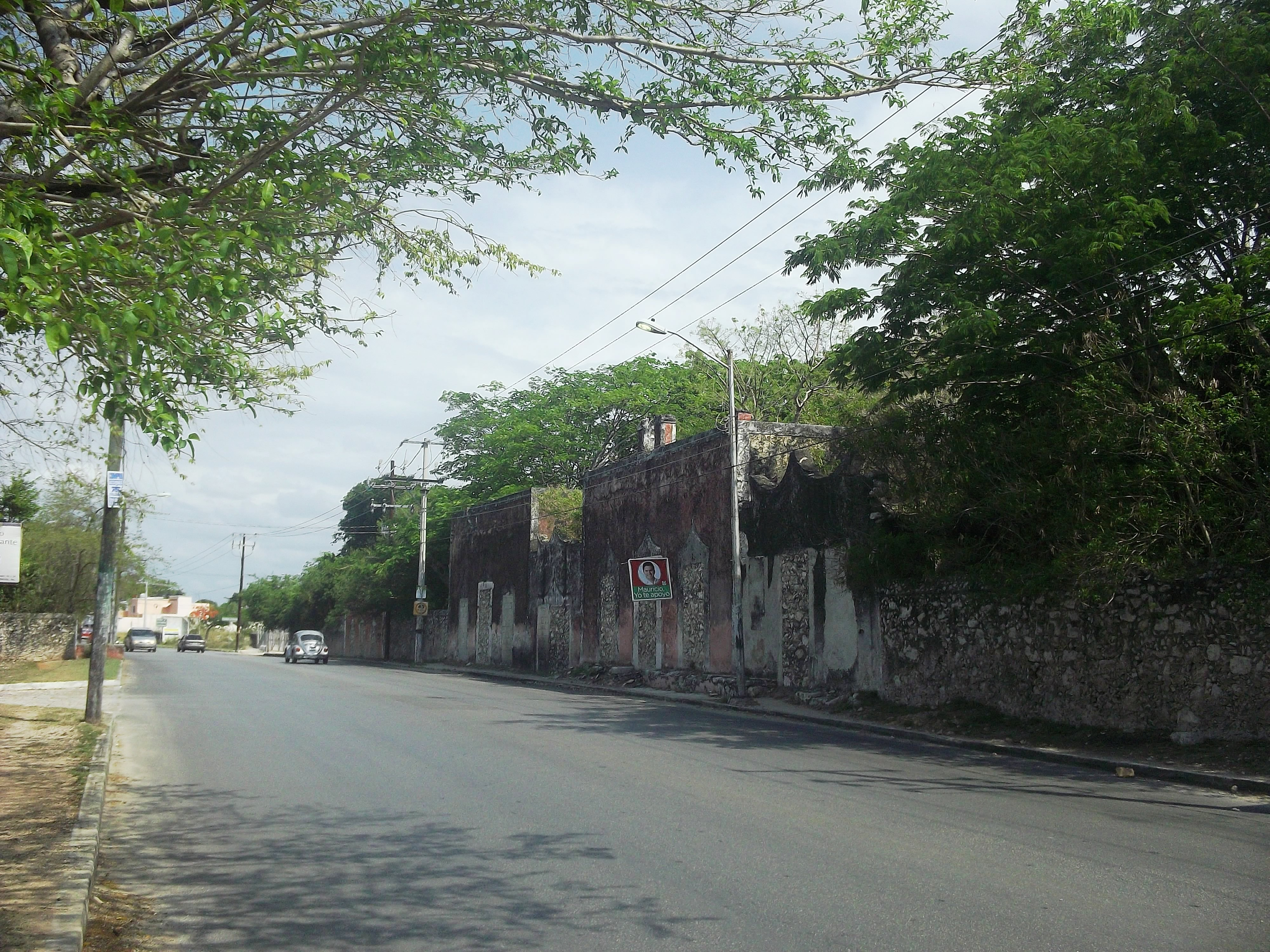
Hacienda.
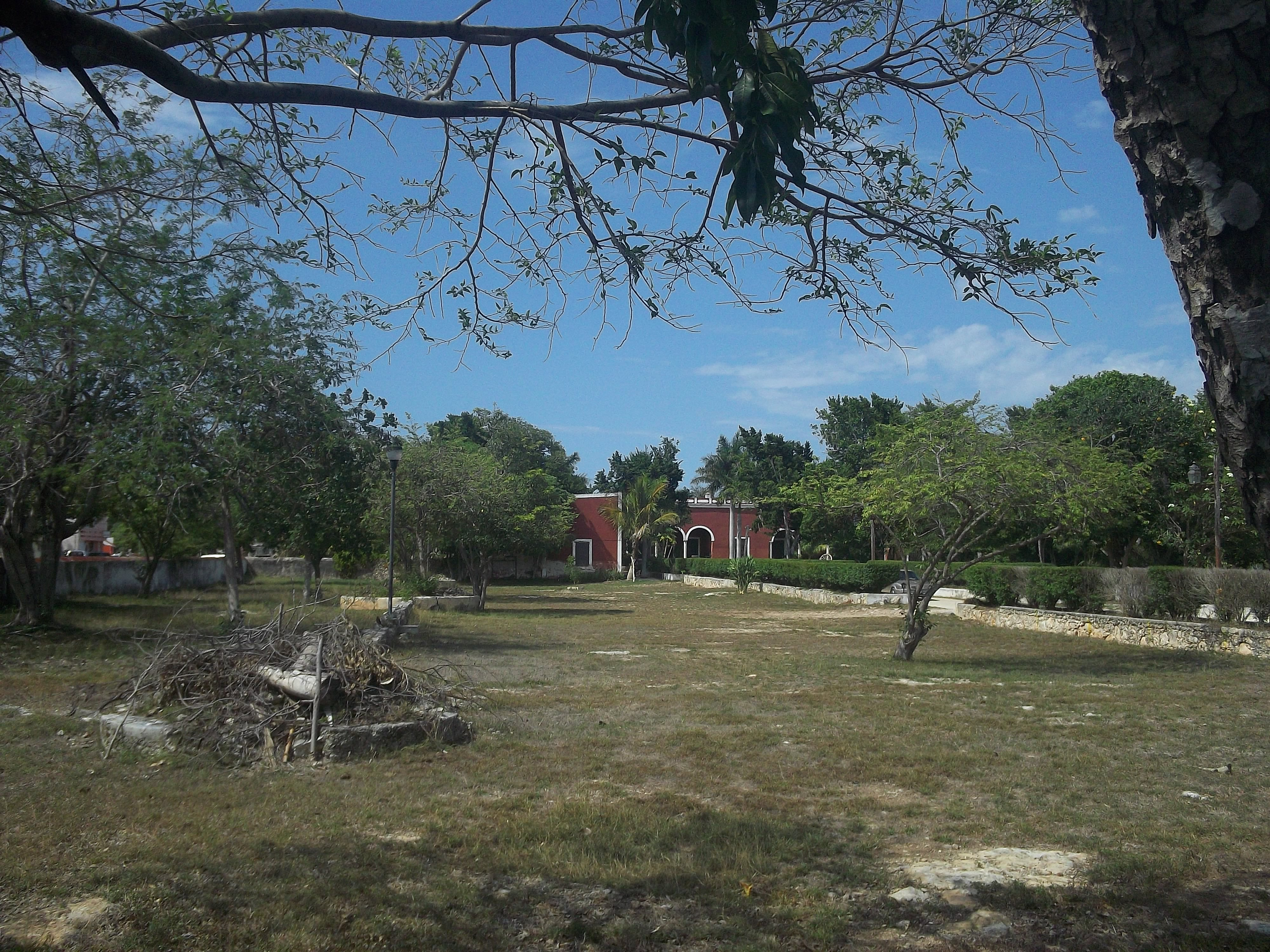
Hacienda.
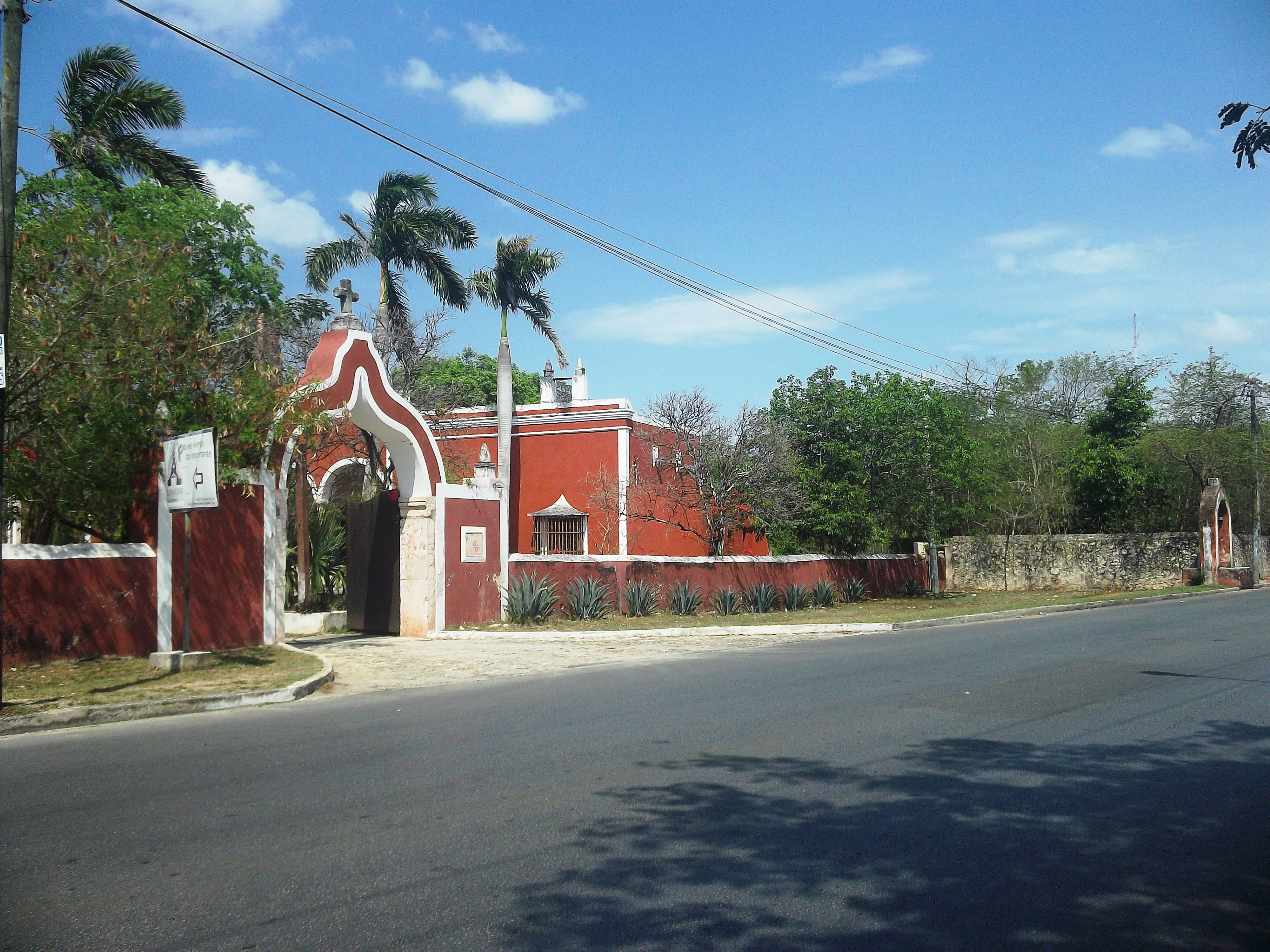
Hacienda.
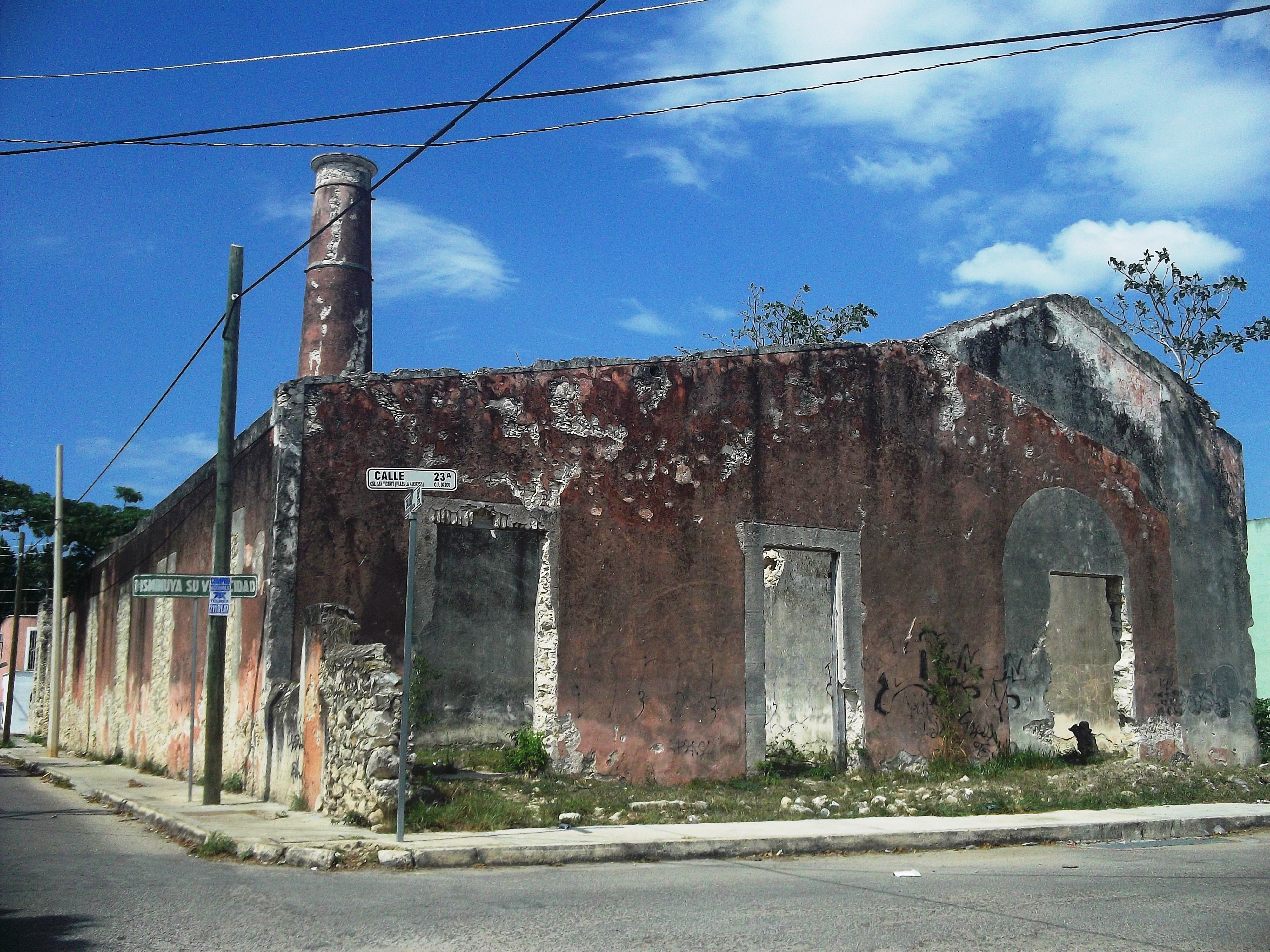
Hacienda.
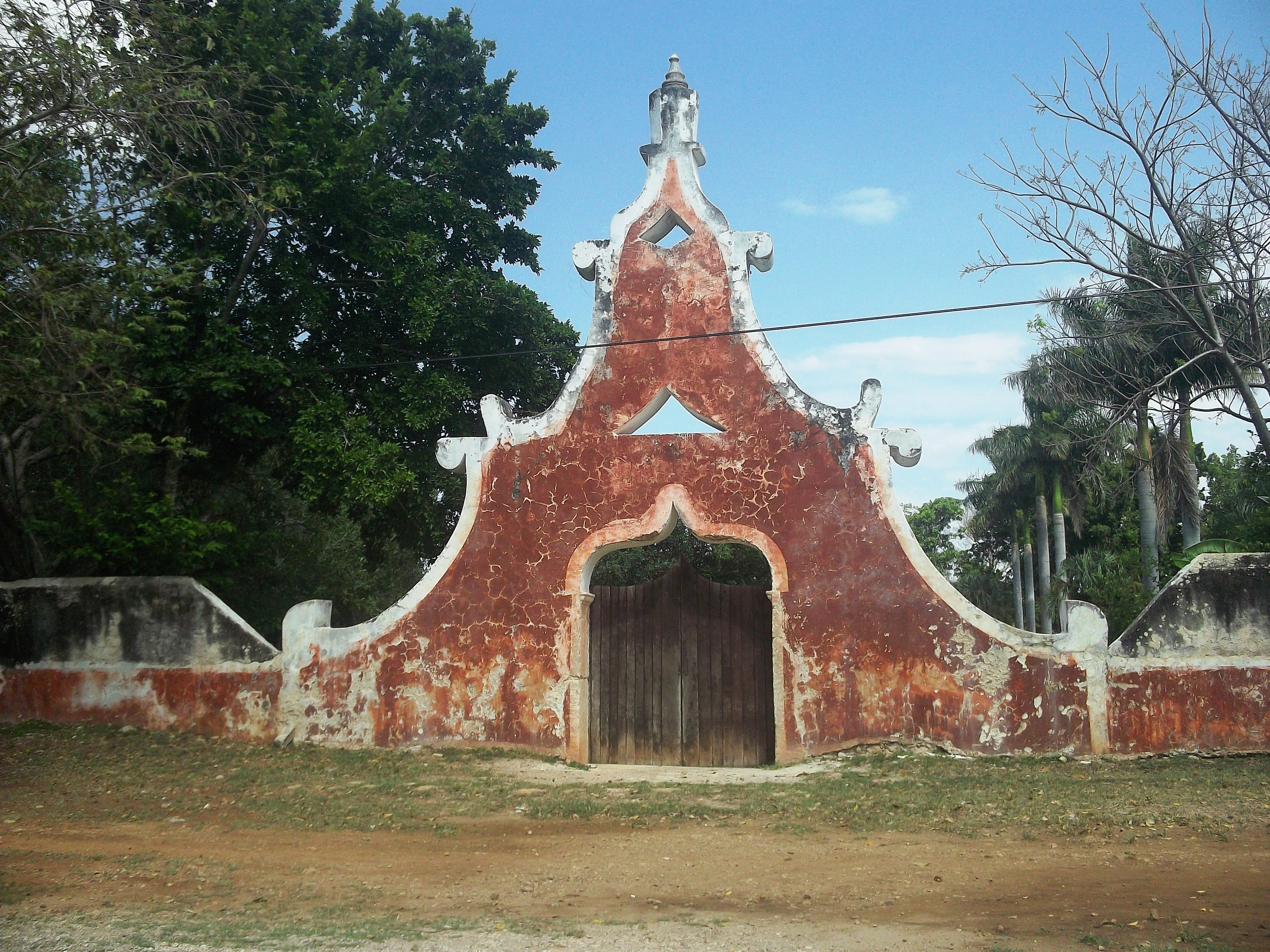
Hacienda.
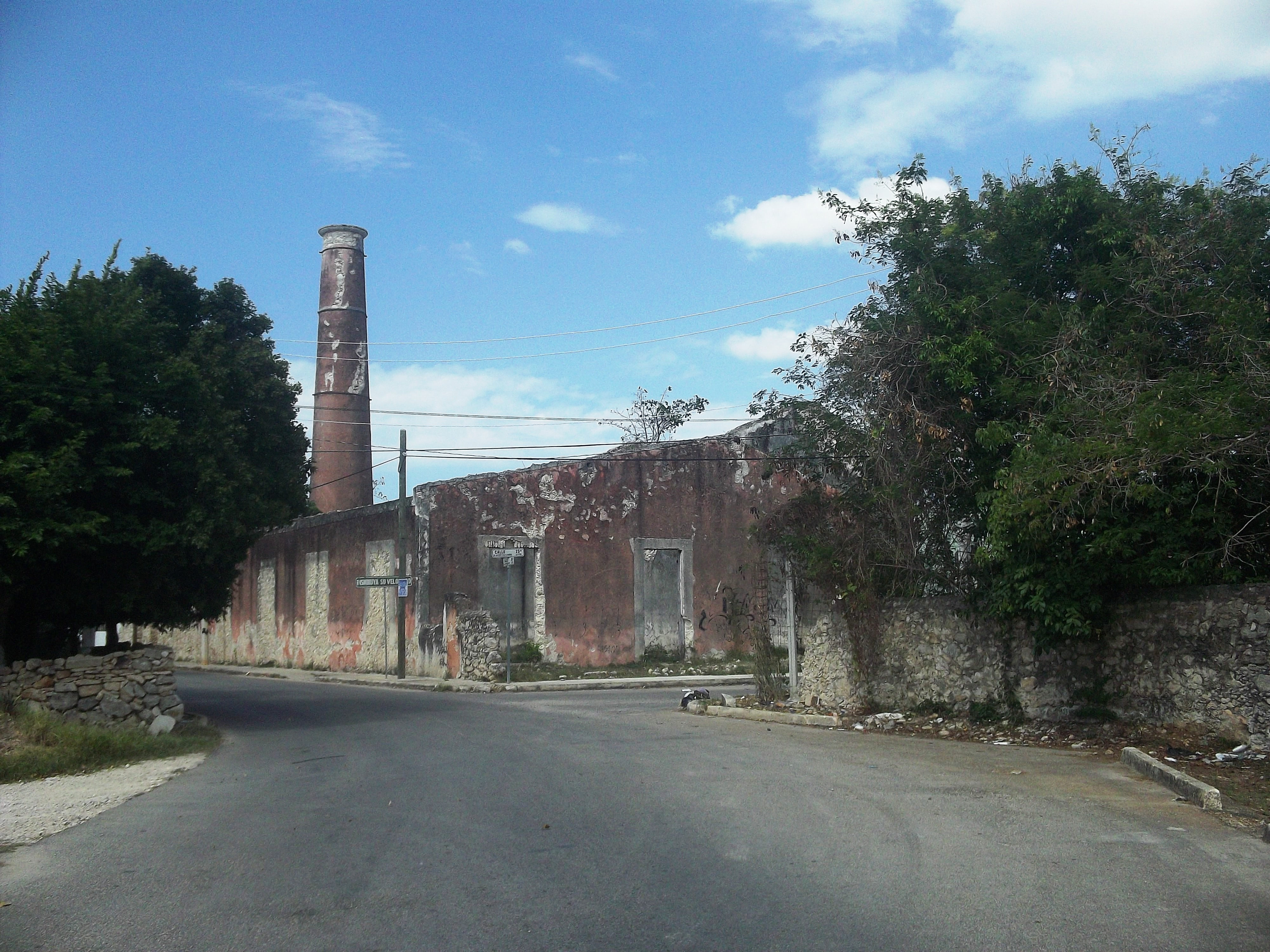
Hacienda.
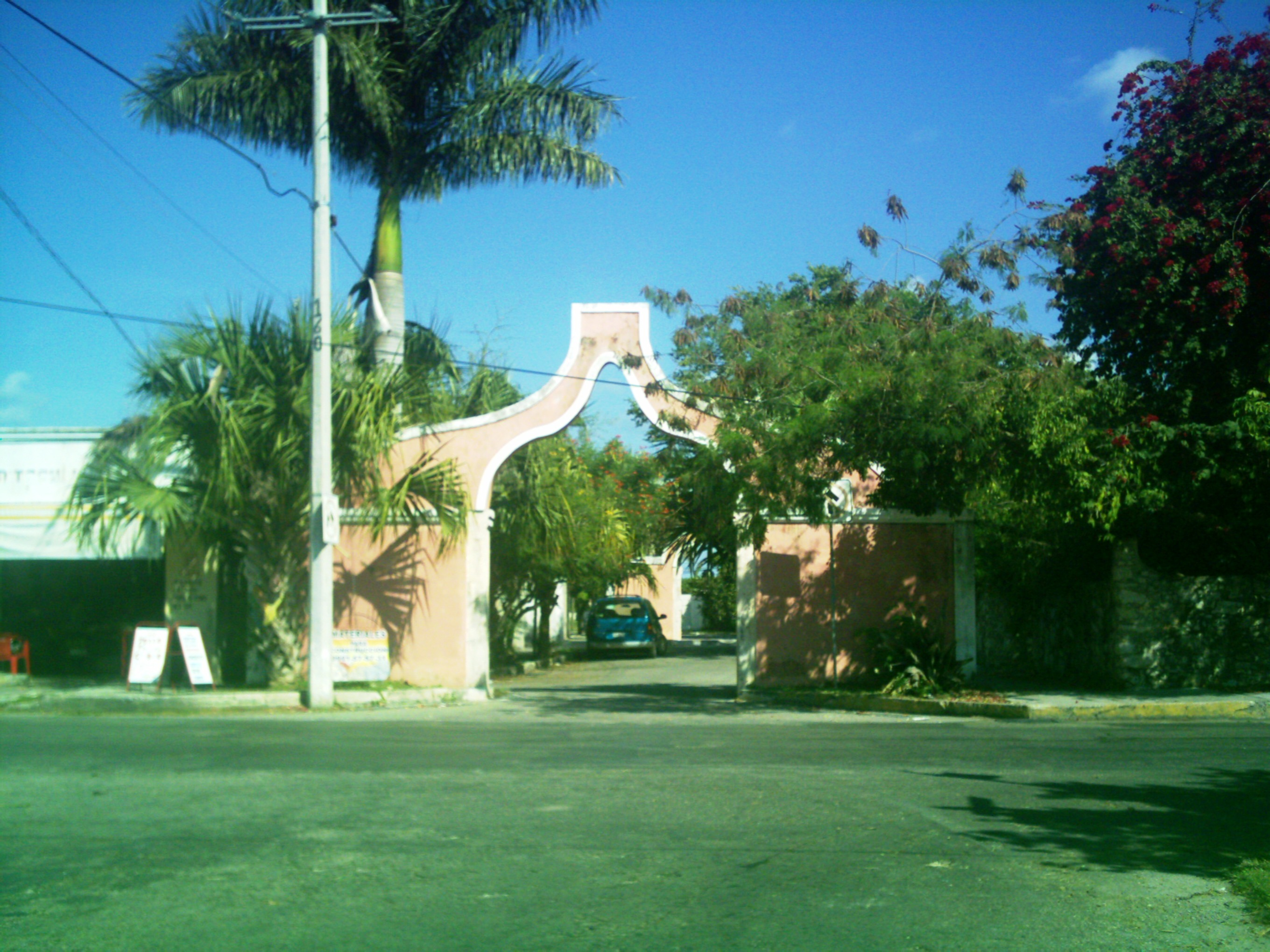
Hacienda.
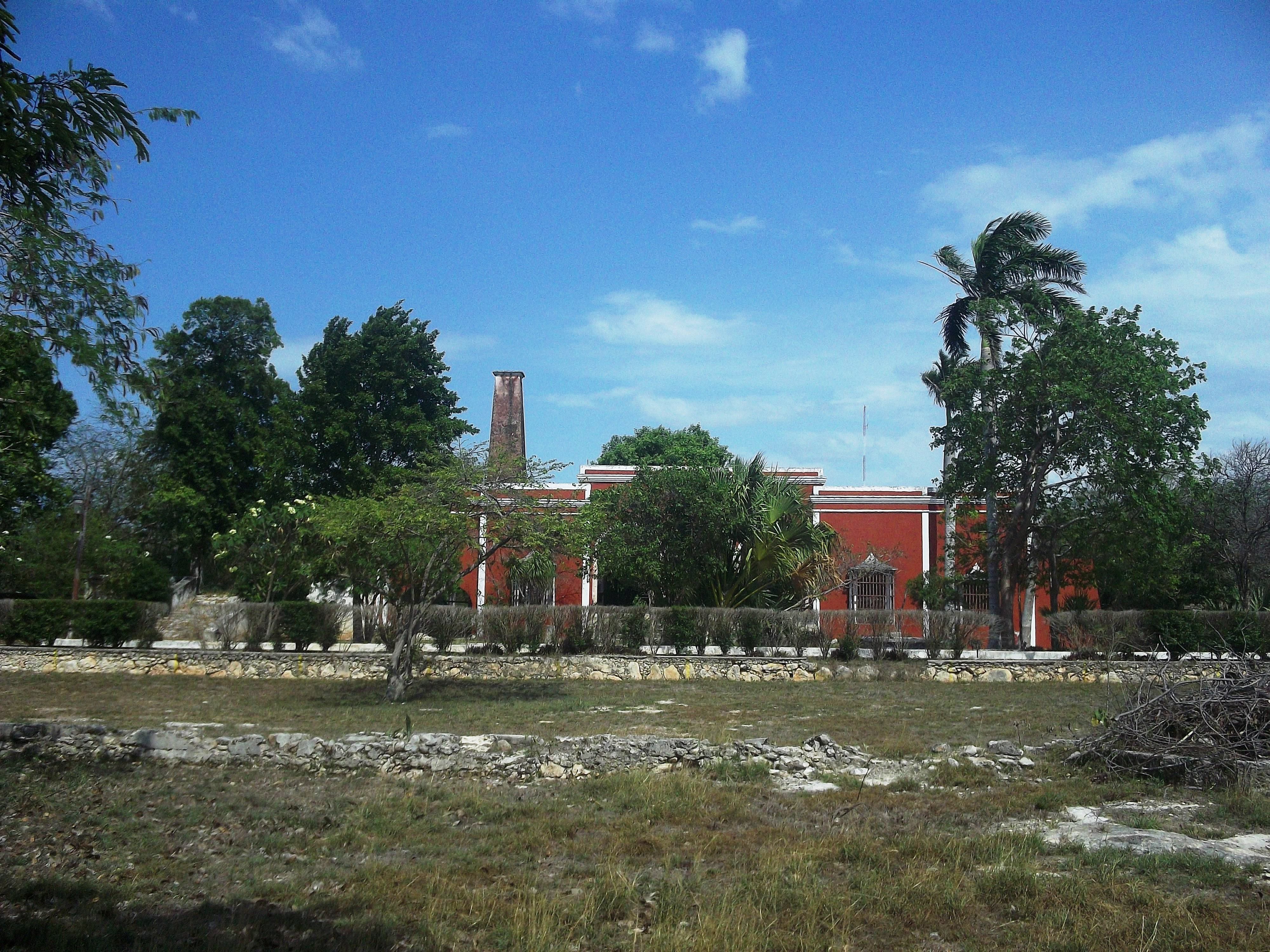
Hacienda.